# Pachypsylloides cornutus
Pachypsylloides cornutus är en insektsart som beskrevs av Loginova 1964. Pachypsylloides cornutus ingår i släktet Pachypsylloides och familjen rundbladloppor. Inga underarter finns listade i Catalogue of Life.